# Corrie Laddé
Cornelia Laddé, detta Corrie (Giacarta, 27 ottobre 1915 – Bad Ischl, 18 settembre 1996), è stata una nuotatrice olandese.
Specializzata nello stile libero ha vinto la medaglia d'argento nella staffetta 4x100 m sl alle olimpiadi di Los Angeles 1932.
Alle stesse Olimpiadi giunse quarta nella semifinale dei 100 m sl individuali, non classificandosi per la finale.

## Palmarès
- Olimpiadi
  - Los Angeles 1932: argento nella staffetta 4x100 m sl.